# 濃厚飼料
濃厚飼料（のうこうしりょう）とは、家畜に給与する飼料の中で、粗飼料に対する言葉であり、近代的な畜産において用いられる、特にタンパク質が多い飼料である。
穀物を主とし、多種類を配合してペレット状に固めることも多く、長期保存・大量輸送・パイプライン給餌などあらゆる点で近代工業的な取り扱いに向いている。トウモロコシ・大麦・小麦・米などの穀物の種部、大豆などの豆類、また油を絞った後の油粕などが多く利用される。イネ科穀物種も豆類もタンパク質含有量が高く、それらを多量に与えることで、近代畜産の本質である（粗飼料では不可能な）短時間での肥育、莫大な産乳・産卵を可能とする。
さらに家畜の成長・産乳量・産卵量を高めるため、肉骨粉、魚粉、鶏糞なども配合される。さらにはウシが唾液・胃壁から本来なら排出されるべき尿素を、胃の微生物群に供給して、再度タンパク質に合成させる生理機能を真似、化学肥料と同様の合成尿素を供給することすらある。ペレット状に調整される濃厚飼料は、同時に多量の薬物を混ぜて投与することが可能で、調整も容易である。
ただし、単純に高タンパクな飼料だけではかえって家畜には有害であり、人が食物繊維も食べて健康を維持するように、粗飼料も同時に与える必要があり、その配分が畜産者の技術である。
穀物などは人間の食料と競合するため、社会問題ともなる。また、世界的な穀物価格の変動が肉・乳製品・卵などの価格変動につながったり、畜産コストを高めたりすることも問題とされる。